# Jon Lancaster
Jon Francis Lancaster (Leeds, 10 dicembre 1988) è un pilota automobilistico britannico.

## Carriera

### Formula Renault 2.0
Dopo aver corso nel kart tra il 1999 e il 2006, Lancaster passò alle monoposto, correndo nella Formula Ford nella serie Stars of Silverstone, vincendo una gara prima di spostarsi nella Formula Renault 2.0 UK Winter Series britannica con il team AKA Lemac. Lancaster concluse 16º in campionato, ottenendo come miglior risultato un 8º posto a Brands Hatch.

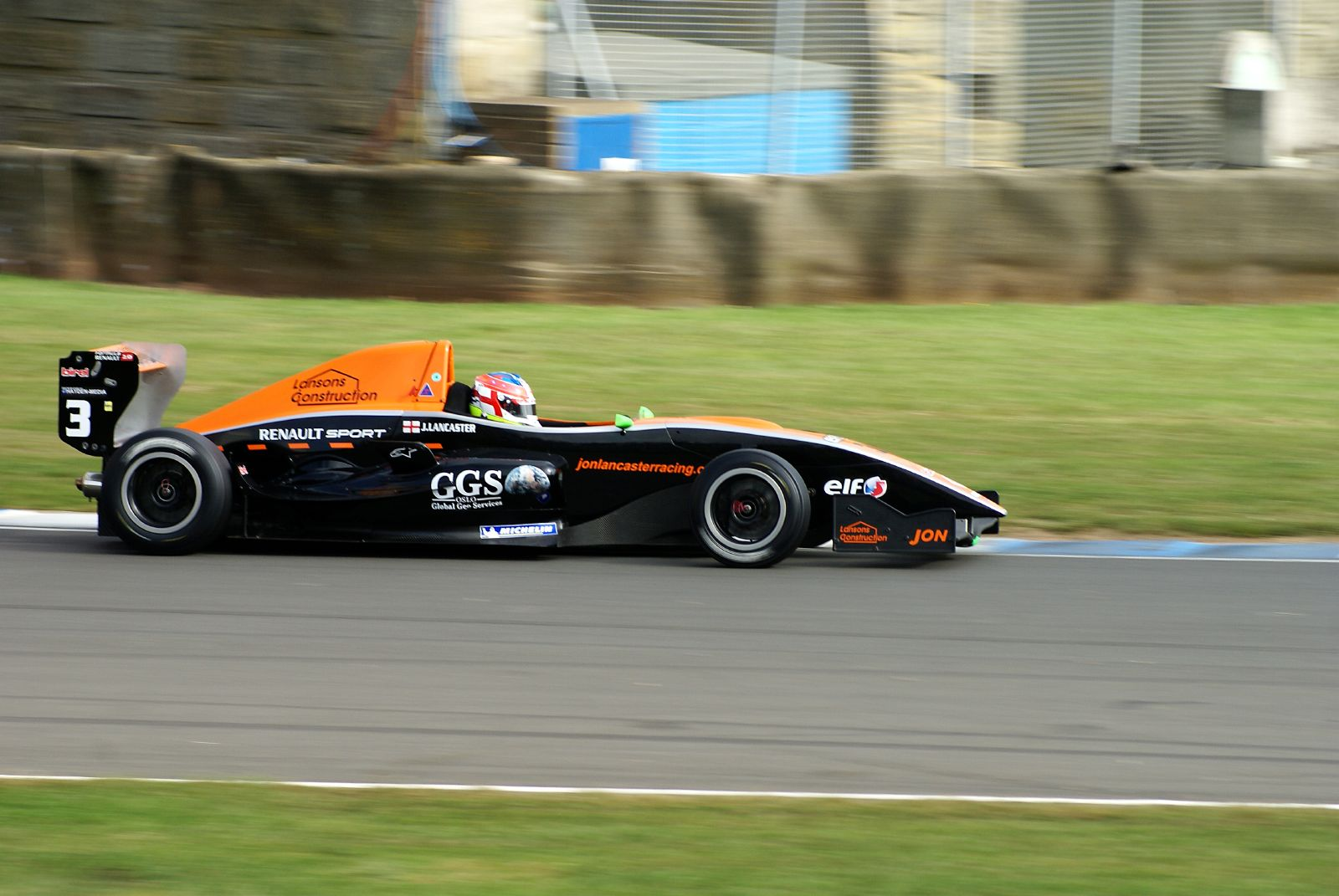
Lancaster nell'Eurocup Formula Renault 2.0 nel 2007

Il 2007 vide Lancaster spostarsi nella Formula Renault Eurocup correndo con la seconda squadra della SG Formula, la SG Drivers Project. Lancaster lottò durante tutta la prima parte di stagione, ottenendo solo una seconda posizione all'Hungaroring nelle prime sei gare, ma fu una rivelazione assoluta nelle ultime otto gare. Cinque vittorie (tra le quali le ultime quattro corse) consegnarono a Lancaster il secondo posto in campionato dietro al neozelandese Brendon Hartley. Nel frattempo corse anche nella Formula Renault francese, correndo in undici gare su tredici e concludendo 6º con due vittorie, ottenute a Magny Cours e a Barcellona. Dopo queste stagioni corse per lo Junior team dell'Hitech Racing nella Formula Renault Winter Series britannica, concludendo 14º in campionato nonostante avesse segnato un terzo posto in gara-2 a Donington.

### Formula 3 Euro Series
Lancaster si spostò in Formula 3 Euro Series per il 2008, guidando per i plurititolati dell'ART Grand Prix. Si trattò di un anno di transizione per Lancaster, che finì 12º in campionato e ottenne una vittoria al Nürburgring. La stagione non passò senza incidenti, ad esempio quello in cui fu coinvolto nella gara d'apertura a Hockenheim. In un incidente simile a quello di Lucas Di Grassi nel 2005, Lancaster toccò una ruota posteriore di Jean-Karl Vernay mentre lottava per il 6º posto e si ribaltò in aria prima di tornare sulle quattro ruote. Il pilota inglese saltò la seconda gara a causa dei conseguenti controlli all'ospedale. Nelle gare fuori dal campionato, Lancaster finì 3º a Zolder nella gara dei Masters di Formula 3 e fu 11º a Macao.

### Formula Renault 3.5
Ci si aspettò il ritorno di Lancaster alla Formula 3 Euro Series per la stagione 2009, guidando per la SG Formula insieme ai giovani piloti Toyota Henkie Waldschmidt e Andrea Caldarelli, ma dei disaccordi con il team nel prestagione portando Alexandre Marsoin a sostituirlo in squadra. Si unì alla Comtec Racing per il resto della stagione, ottenendo la sua prima vittoria nel corso delle prime gare al circuito di Algarve, a Portimão. Concluse 13º in campionato. Tornò nella categoria nel 2010, spostandosi alla Fortec Motorsport.

### Formula 2
Lancaster iniziò il 2011 senza avere un volante, ma si spostò in Formula 2 per prendere parte al solo evento di Magny-Cours, guidando con la sponsorizzazione di Silver Lining. Marcò punti in entrambe le gare a cui partecipò.

### Auto GP
Lancaster partecipò anche a due round dell'Auto GP con la Super Nova Racing nel 2011. Vinse a Donington sul bagnato.

### GP2 Series
Lancaster debuttò in GP2 Series nel 2012. Firmò per la Ocean con il compagno debuttante Nigel Melker. Fu rimpiazzato da Brendon Hartley dopo la prima gara della stagione per motivi di budget.
L'8 maggio 2013, il team debuttante in GP2 Hilmer annunciò che Lancaster avrebbe corso con il campione di Formula Renault 3.5 Series del 2012 e collaudatore della Sauber, Robin Frijns, per il terzo round della GP2 Series 2013. Lancaster partecipò al resto degli eventi stagionali a parte il fine settimana del Belgio, totalizzando tre podi di cui due vittorie e piazzandosi 11º nella classifica finale con 73 punti.

## Risultati

### Sommario

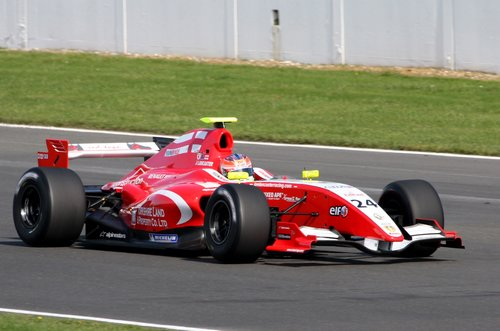
Lancaster nella Formula Renault 3.5 Series a Silverstone nel 2010 con il team Fortec Motorsport

| Anno | Serie                                        | Team                           | Gare | Vittorie | Pole | Gpv | Podi | Punti | Pos. |
| ---- | -------------------------------------------- | ------------------------------ | ---- | -------- | ---- | --- | ---- | ----- | ---- |
| 2006 | Star of Silverstone                          | Silverstone Motorsport Academy | 2    | 1        | 0    | ?   | 2    | ?     | ?    |
| 2006 | Formula Renault 2.0 UK Winter Series         | AKA Lemac                      | 4    | 0        | 0    | 0   | 0    | 30    | 16º  |
| 2007 | Eurocup Formula Renault 2.0                  | SG Drivers Project             | 14   | 5        | 4    | 3   | 6    | 102   | 2º   |
| 2007 | Formula Renault 2.0 francese                 | SG Formula                     | 10   | 2        | 1    | 1   | 3    | 64    | 6º   |
| 2007 | Formula Renault 2.0 Winter Series britannica | Hitech Junior Team             | 4    | 0        | 0    | 1   | 0    | 33    | 14º  |
| 2008 | Formula 3 Euro Series                        | ART Grand Prix                 | 19   | 1        | 0    | 1   | 2    | 19    | 12º  |
| 2008 | Masters di Formula 3                         | ART Grand Prix                 | 1    | 0        | 0    | 0   | 1    | N/A   | 3º   |
| 2008 | Gran Premio di Macao                         | Manor Motorsport               | 1    | 0        | 0    | 0   | 0    | N/A   | 11º  |
| 2009 | Formula Renault 3.5 Series                   | Comtec Racing                  | 12   | 1        | 1    | 2   | 2    | 39    | 13º  |
| 2010 | Formula Renault 3.5 Series                   | Fortec Motorsport              | 17   | 0        | 1    | 2   | 1    | 39    | 13º  |
| 2011 | Formula 2                                    | MotorSport Vision              | 2    | 0        | 0    | 0   | 0    | 14    | 17º  |
| 2011 | Auto GP                                      | Super Nova Racing              | 4    | 1        | 0    | 2   | 1    | 51    | 11º  |
| 2012 | GP2 Series                                   | Ocean Racing Technology        | 2    | 0        | 0    | 0   | 0    | 0     | 34º  |
| 2013 | GP2 Series                                   | Hilmer Motorsport              | 16   | 2        | 0    | 2   | 3    | 73    | 11º  |

### Risultati in Formula 3 Euro Series
(legenda) (Le gare in grassetto indicano la pole position) (Gare in corsivo indicano Gpv)
| Anno | Team           | Telaio           | Motore   | 1          | 2         | 3        | 4        | 5       | 6       | 7       | 8         | 9         | 10        | 11      | 12      | 13      | 14       | 15       | 16       | 17       | 18        | 19         | 20        | Punti | Pos. |
| ---- | -------------- | ---------------- | -------- | ---------- | --------- | -------- | -------- | ------- | ------- | ------- | --------- | --------- | --------- | ------- | ------- | ------- | -------- | -------- | -------- | -------- | --------- | ---------- | --------- | ----- | ---- |
| 2008 | ART Grand Prix | Dallara F308/070 | Mercedes | HOC1 1 Rit | HOC1 2 NP | MUG 1 23 | MUG 2 25 | PAU 1 3 | PAU 2 7 | NOR 1 5 | NOR 2 Rit | ZAN 1 Rit | ZAN 2 Rit | NÜR 1 7 | NÜR 2 1 | BRH 1 9 | BRH 2 10 | CAT 1 10 | CAT 2 22 | BUG 1 12 | BUG 2 Rit | HOC2 1 Rit | HOC2 2 20 | 19    | 12º  |

### Risultati in Formula Renault 3.5 Series
(legenda) (Le gare in grassetto indicano la pole position) (Gare in corsivo indicano Gpv)
| Anno | Team              | 1       | 2         | 3       | 4       | 5       | 6        | 7        | 8        | 9         | 10        | 11       | 12      | 13        | 14       | 15        | 16       | 17       | Pos. | Punti |
| ---- | ----------------- | ------- | --------- | ------- | ------- | ------- | -------- | -------- | -------- | --------- | --------- | -------- | ------- | --------- | -------- | --------- | -------- | -------- | ---- | ----- |
| 2009 | Comtec Racing     | CAT 1   | CAT 2     | SPA 1   | SPA 2   | MON 1   | HUN 1 9  | HUN 2 10 | SIL 1 22 | SIL 2 15  | BUG 1 8   | BUG 2 5  | ALG 1   | ALG 2 Rit | NÜR 1 9  | NÜR 2 Rit | ALC 1 3  | ALC 2 20 | 39   | 13º   |
| 2010 | Fortec Motorsport | ALC 1 4 | ALC 2 Rit | SPA 1 9 | SPA 2 7 | MON 1 7 | BRN 1 10 | BRN 2 7  | MAG 1 10 | MAG 2 Rit | HUN 1 Rit | HUN 2 22 | HOC 1 3 | HOC 2 8   | SIL 1 13 | SIL 2 17  | CAT 1 14 | CAT 2 9  | 39   | 13º   |

### Risultati in Formula 2
(legenda) (Le gare in grassetto indicano la pole position) (Gare in corsivo indicano Gpv)
| Anno | Team              | 1     | 2     | 3       | 4       | 5     | 6     | 7     | 8     | 9     | 10    | 11    | 12    | 13    | 14    | 15    | 16    | Punti | Pos. |
| ---- | ----------------- | ----- | ----- | ------- | ------- | ----- | ----- | ----- | ----- | ----- | ----- | ----- | ----- | ----- | ----- | ----- | ----- | ----- | ---- |
| 2011 | Motorsport Vision | SIL 1 | SIL 2 | MAG 1 7 | MAG 2 6 | SPA 1 | SPA 2 | NÜR 1 | NÜR 2 | BRH 1 | BRH 2 | SPL 1 | SPL 2 | MON 1 | MON 2 | CAT 1 | CAT 2 | 14    | 17º  |

### Risultati in Auto GP
(legenda) (Le gare in grassetto indicano la pole position) (Gare in corsivo indicano Gpv)
| Anno | Team              | 1     | 2     | 3     | 4     | 5       | 6       | 7     | 8       | 9     | 10    | 11    | 12    | 13    | 14    | Punti | Pos. |
| ---- | ----------------- | ----- | ----- | ----- | ----- | ------- | ------- | ----- | ------- | ----- | ----- | ----- | ----- | ----- | ----- | ----- | ---- |
| 2011 | Super Nova Racing | MNZ 1 | MNZ 2 | HUN 1 | HUN 2 | BRN 1 4 | BRN 2 6 | DON 1 | DON 2 4 | OSC 1 | OSC 2 | VAL 1 | VAL 2 | MUG 1 | MUG 2 | 51    | 11º  |

### Risultati in GP2 Series
(legenda) (Le gare in grassetto indicano la pole position) (Gare in corsivo indicano Gpv)
| Anno | Team                    | 1           | 2          | 3        | 4        | 5         | 6          | 7          | 8          | 9         | 10        | 11        | 12        | 13         | 14         | 15      | 16      | 17         | 18         | 19        | 20        | 21          | 22          | 23      | 24      | Punti | Pos. |
| ---- | ----------------------- | ----------- | ---------- | -------- | -------- | --------- | ---------- | ---------- | ---------- | --------- | --------- | --------- | --------- | ---------- | ---------- | ------- | ------- | ---------- | ---------- | --------- | --------- | ----------- | ----------- | ------- | ------- | ----- | ---- |
| 2012 | Ocean Racing Technology | MYS FEA Rit | MYS SPR 17 | BHR1 FEA | BHR1 SPR | BHR2 FEA  | BHR2 SPR   | ESP FEA    | ESP SPR    | MON FEA   | MON SPR   | VAL FEA   | VAL SPR   | GBR FEA    | GBR SPR    | GER FEA | GER SPR | HUN FEA    | HUN SPR    | BEL FEA   | BEL SPR   | ITA FEA     | ITA SPR     | SGP FEA | SGP SPR | 0     | 34º  |
| 2013 | Hilmer Motorsport       | MYS FEA     | MYS SPR    | BHR FEA  | BHR SPR  | ESP FEA 3 | ESP SPR 10 | MON FEA 12 | MON SPR 17 | GBR FEA 5 | GBR SPR 1 | GER FEA 7 | GER SPR 1 | HUN FEA 23 | HUN SPR 18 | BEL FEA | BEL SPR | ITA FEA 13 | ITA SPR 17 | SGP FEA 9 | SGP SPR 5 | ABU FEA Rit | ABU SPR Rit |         |         | 73    | 11º  |